# Кейн, Тим (политик)
Тимоти Майкл (Тим) Кейн (англ. Timothy Michael «Tim» Kaine, род. 26 февраля 1958) — американский политик, 70-й губернатор штата Виргиния (2006—2010) и председатель Национального комитета Демократической партии (2009—2011), сенатор от штата Виргиния (с 2013 года). Был кандидатом на пост вице-президента США от Демократической партии на выборах 2016 года, но проиграл их, уступив республиканцу Майку Пенсу.

## Биография
Кейн родился в 1958 году в Сент-Поле, штат Миннесота в семье сварщика. В 1979 году он окончил Университет Миссури со степенью бакалавра искусств по экономике, после чего поступил на обучение в Гарвардскую школу права. Прежде чем начать адвокатскую практику в юридической фирме, он около года работал с католическими миссионерами в Гондурасе. Свою политическую карьеру Кейн начал в 1994 году, когда был избран в городской совет Ричмонда. C 1998 по 2000 год он занимал пост мэра Ричмонда.
В 2001 году Кейн был избран вице-губернатором Виргинии, а также стал председателем в Виргинском сенате. В 2006 году он занял пост губернатора Виргинии. В этой должности он ввёл закон, практически полностью запрещающий курение в ресторанах и барах штата. На его губернаторство также пришлось массовое убийство в Виргинском политехническом институте 2007 года.
Тим Кейн стал одним из первых, поддержавших на праймериз Демократической партии кандидатуру Барака Обамы. Кейн также рассматривался одним из вероятных напарников Обамы, претендовавших на пост вице-президента США на выборах 2008 года, однако тот в итоге выбрал Джо Байдена. С января 2009 по апрель 2011 года Кейн являлся председателем Национального комитета Демократической партии.
22 июля 2016 года Хиллари Клинтон назвала Кейна кандидатом на пост вице-президента, а 27 июля его кандидатура была официально утверждена на съезде Демократической партии.